# Wilhelm Becker (Botaniker)
Wilhelm Becker (* 24. Januar 1874 in Halberstadt; † 12. Oktober 1928 in Berlin) war ein deutscher Botaniker. Sein botanisches Autorenkürzel lautet „W.Becker“.

## Leben und Wirken
Wilhelm Becker war der Sohn von Fritz Becker, der Hautboist beim Militär in Halberstadt war. Seine Eltern zogen mit ihm nach Berlin, wo er das Friedrichs-Gymnasium besuchte. Durch die Brüder Roman und Otto Eugen Schultz wurde ihm die Freude an der Botanik vermittelt. Er besuchte ab 1889 die Präparandenanstalt und das Lehrerseminar in Halberstadt und fand dort durch einen Freund, der das Herbarium von Bohnhorst besaß, weiteren Zugang zur Beschäftigung mit der Natur. Seine erste Anstellung als Lehrer fand er 1894 in Wettelrode (Landkreis Sangerhausen). Mit dem Fund des Graben-Veilchens (Viola persicifolia) in diesem Gebiet zeigte sich schon die Vorliebe für die Gattung der Veilchen (Viola). Ab 1902 war er Lehrer an verschiedenen Orten an Volksschulen. In seiner Zeit in Kirchmöser in der Nähe von Brandenburg an der Havel arbeitete er in seiner Freizeit hauptsächlich an einer Monographie der schwierigen Gattung Viola. Leider blieb diese Arbeit unvollendet. Im Herbst 1928 begann bei ihm eine Krankheit, an der er im Oktober 1928 in der Charité in Berlin verstarb. 
Im Thüringischen Botanischen Verein war er mehr als 30 Jahre Mitglied.

## Werke
Hier eine Auswahl:
- Vorarbeiten zu einer Flora Bayerns. Familie der Violaceen. In: Berichte der Bayerischen Botanischen Gesellschaft zur Erforschung der Flora, Band 8,2, 1901, S. 248–281.
- Die Veilchen der bayerischen Flora mit Berücksichtigung des übrigen Deutschlands. In: Berichte d. Bayr. Bot. Ges. VIII, 2, 1902, S. 249–281.
- Systematische Behandlung der Viola arvensis auf Grundlage unserer phylogenetischen Kenntnisse. In: Mitt. Thür. Bot. Ver., N. F. 19, 1904, S. 26–49.
- Zur Veilchenflora Tirols. In: Veröffentlichungen des Tiroler Landesmuseums Ferdinandeum, Band 3 (48), 1904, S. 323–346.
- Beiträge zur Veilchenflora der Pyrenäen-Halbinsel. In: Österreichische Botanische Zeitschrift. Band 56, 1906, S. 187–190 (zobodat.at [PDF]).
- Beitrag zur Veilchenflora Südamerikas. In: Allgemeine botanische Zeitschrift für Systematik, Floristik, Pflanzengeographie. Band 1–2, 1906, S. 2–4.
- Violae Europaeae. Systematische Bearbeitung der Violen Europas und seiner benachbarten Gebiete. Verlag C. Heinrich, Dresden-N. 1910

Becker gab auch die Pflanzensammlung: Violae exsiccatae 1900–1908 heraus.